# Hestvatn
L'Hestvatn è un lago situato nella regione del Suðurland, nel sud-ovest dell'Islanda. Il lago è situato nel territorio del comune di Grímsnes og Grafningur.

## Descrizione
A nord del lago, che si estende su una superficie di 6,8 km², si trova l'isola di Lambhagi. L'Hestvatn è collegato dall'Hestlækur con il fiume Hvítá, che scorre a est e a sud del lago. La profondità massima del lago è di 61,5 m. Il lago è circondato da dolci colline a est, dove si innalza il monte Hestfjall (317 m). L'insediamento più vicino è l'eco-villaggio di Sólheimar, posto a nord-est del lago.